# L'Heure H
 (février 2025).
Motif : Notoriété de cette série diffusée dans une émission.... ?
- Archive Wikiwix
- Bing
- Cairn
- DuckDuckGo
- E. Universalis
- Gallica
- Google
- G. Books
- G. News
- G. Scholar
- Persée
- Qwant
- (zh) Baidu
- (ru) Yandex
- (wd) trouver des œuvres sur Wikidata

| 1. | Préciser le motif de la pose du bandeau. | Précisez le motif de la pose du bandeau en utilisant la syntaxe suivante : {{admissibilité à vérifier\|date=mars 2025\|motif=remplacez ce texte par le motif}}                 |
| 2. | Informer les utilisateurs concernés.     | Pensez à avertir le créateur de l'article, par exemple, en insérant le code ci-dessous sur sa page de discussion : {{subst:avertissement admissibilité à vérifier\|L'Heure H}} |

L'Heure H est une série de documentaires français qui est diffusée à partir du 7 mars 2016 sur France 3 le lundi dans le cadre de Lundi en histoires en première partie de soirée mensuellement. Il remplace l'émission L'Ombre d'un doute.

## Principe
Chacun des numéros se penchent sur un moment, une heure précise de l'histoire du monde. L'émission est présentée par Franck Ferrand. Trois épisodes sont diffusés par soirée. Contrairement à L'Ombre d'un doute, cette série est plus centrée sur le récit de Franck Ferrand, à l'instar de son émission radiophonique Au cœur de l'histoire sur Europe 1.
La case n'est finalement pas renouvelée . 

## Liste des émissions
7 mars 2016 :
1. Lady Di est morte
2. On a tiré sur Jean Paul II
3. Ils ont tué Sadate